# Pachydactylus weberi
Pachydactylus weberi là một loài thằn lằn trong họ Gekkonidae. Loài này được Roux mô tả khoa học đầu tiên năm 1907.